# Velódromo

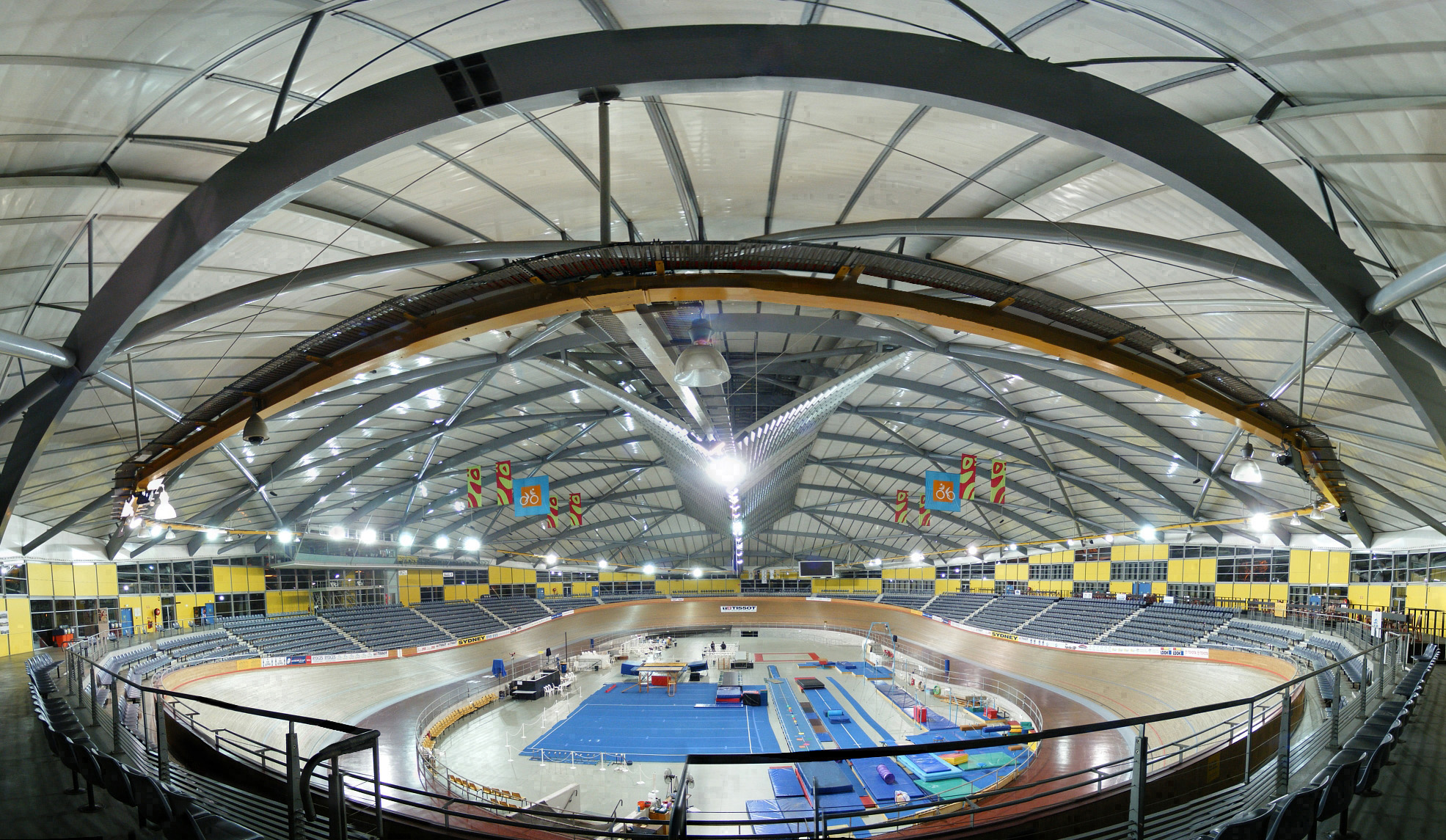
Velódromo Dunc Gray.

Un velódromo es una pista artificial de forma de rectángulo redondeado, con las curvas peraltadas, donde se disputan competiciones de ciclismo en pista. La superficie suele ser de madera, aunque también las hay de cemento y compuestos sintéticos. Los velódromos olímpicos y para campeonatos del mundo deben tener un perímetro de entre 250 metros. Para otros eventos oficiales deben medir entre 133 y 500 metros, de modo que la suma de vueltas o medias vueltas permita completar 1000 metros exactos.
Las bicicletas utilizadas en velódromos suelen ser de piñón fijo, sin frenos y sin rueda libre (es decir, no se puede parar de pedalear sin parar la bicicleta). Esto ayuda a maximizar la velocidad, reducir el peso y evitar las frenadas bruscas.

## Aspectos técnicos

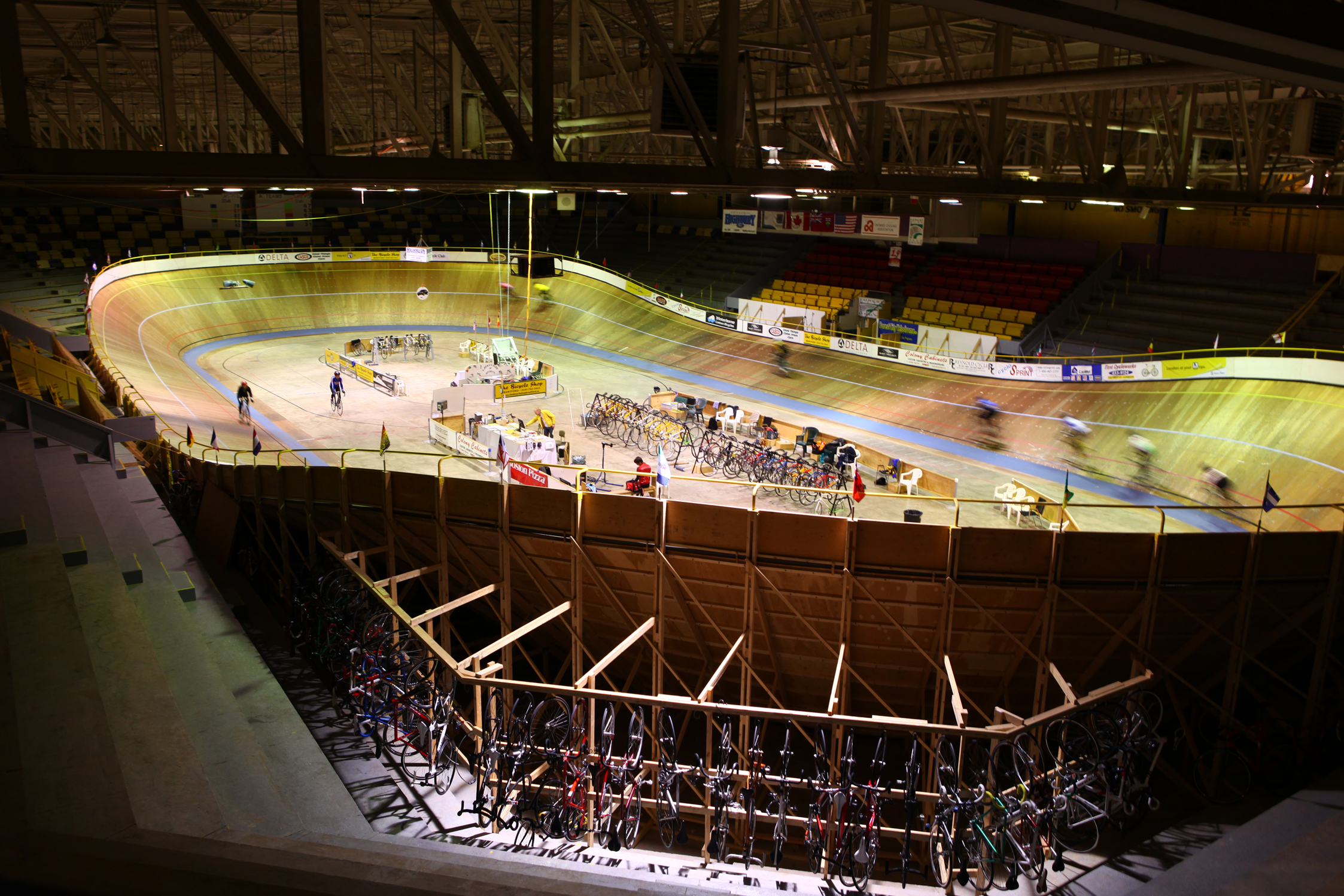
Forest City Velodrome

La elevación en las curvas, denominada peralte, permite a los ciclistas mantener sus bicicletas relativamente perpendiculares a la superficie, cuando se conduce a gran velocidad. La velocidad aproximada de una bicicleta en la curva puede superar los 80 km/h. El peralte intenta hacer coincidir la inclinación natural de la bicicleta en la curva. De esta manera se logra que la inercia o fuerza centrífuga sea en todo momento casi perpendicular a la pista.
Los ciclistas, no obstante, no viajan siempre a la máxima velocidad. En ciertas carreras de equipo (como la Madison) algunos ciclistas van más lentamente. Por esta razón, el peralte tiende a ser de 10 a 15 grados menor a lo que se prevé necesario para eliminar la fuerza centrífuga. Además las rectas están ligeramente peraltadas para reducir los cambios en la inclinación. Todas estas modificaciones hacen que la pista sea utilizable en un amplio rango de velocidades y permita a los ciclistas dar las curvas sin bruscas modificaciones en la dirección, mejorando su rendimiento.